# 데오반드파

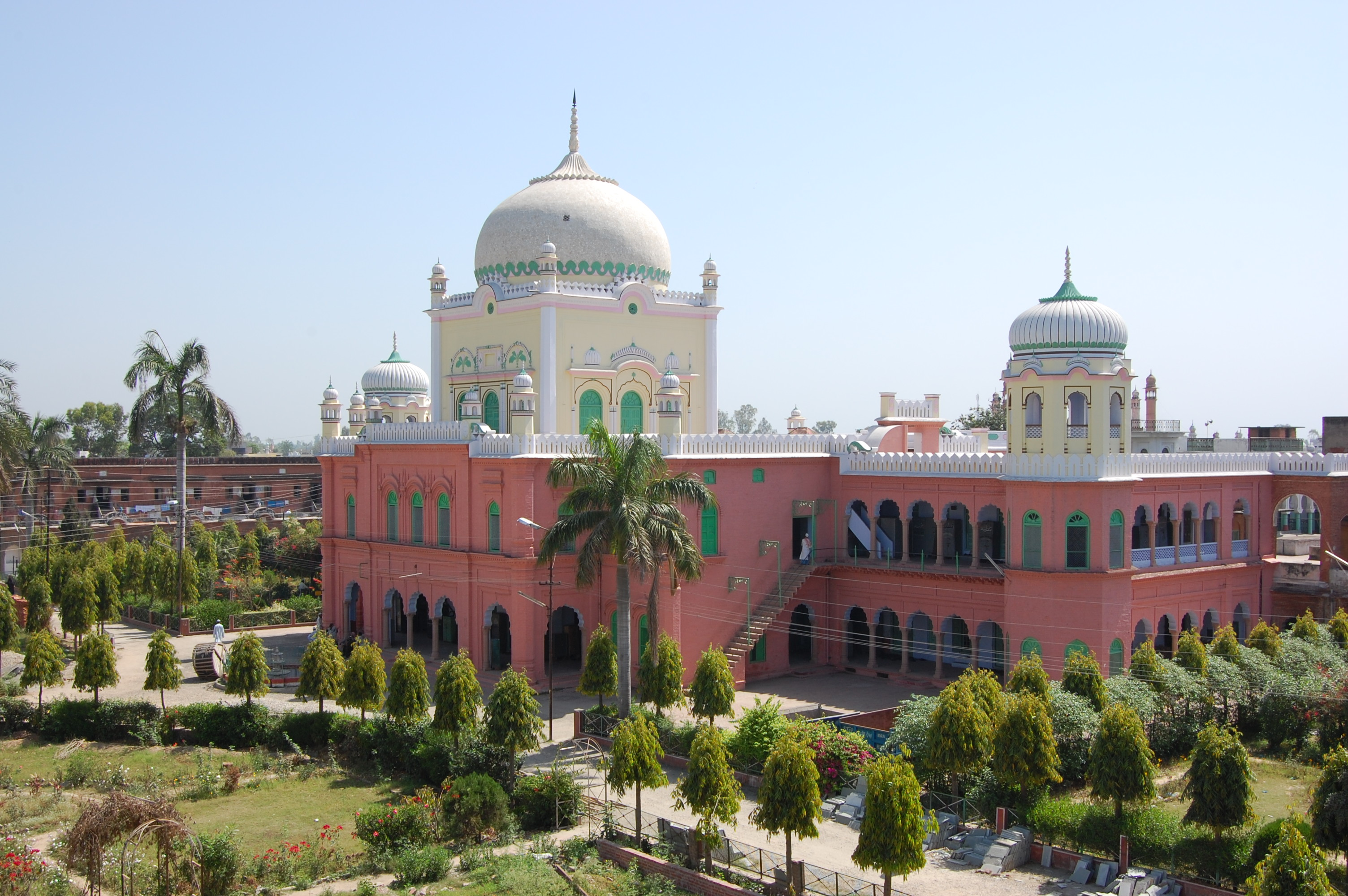
다르울울룸

데오반드파(Deobandism)는 19세기 후반 인도의 데오반드(Deoband) 마을의 다르울 울룸(Darul Uloom) 신학교를 중심으로 형성된 수니파(주로 하나피파) 이슬람 내 이슬람 부흥운동이다. 신학교는 1857-58년 세포이 항쟁이 일어난 지 8년 만인 1866년 무함마드 카심 나노타비, 라시드 아흐마드 간고히, 그 밖의 여러 인물들에 의해 설립되었다. 복합 민족주의 교리의 전파를 통해 인도 독립 운동에서 중요한 역할을 했다.
데오반드 학파는 초기에는 평화적 갈림길에서 기독교 및 힌두교 학자들과의 종교간 논쟁을 벌였고, 설립 초기 단계에서는 당시의 데오반드 철학자들이 힌두교, 기독교, 무슬림의 단결을 이야기했기 때문에 운영비는 힌두교도가 일부 부담했다고 한다. 다문화주의와 인도의 분할에 대한 반대로, 현재의 살라피스트적 입장과 이슬람 근본주의와는 크게 다르다.
현재 주로 인도, 파키스탄, 아프가니스탄, 방글라데시를 중심으로 한 데오반드 운동은 영국으로 확산되었고 남아공에서도 영향력을 행사하고 있다. 파키스탄과 아프간 지부와 원래의 인도 마드라사는 인도-파키스탄 국경과 관련된 정치적 이유로 인도 분할 이후 접촉이 훨씬 적었다.
데오반드 운동은 예언자 시대에 실천된 대로 이슬람의 기본을 되찾고자 하며, 이를 도덕적이고 물질적인 서구화 영향으로부터 '정화'하려고 한다. 살라프파 또는 비 살라프파로 묘사되어 왔지만 아프가니스탄과 파키스탄의 살라프파의 영향을 받았다. 데오반드 학파의 설립자들, 즉 무함마드 카심 나노타비와 라시드 아흐마드 간고히는 이슬람 학자의 종교-정치적 교리에서 영감을 이끌어 냈고, 무자드 샤 왈리울라도 와하비 이데올로기의 영향을 받았다. 1980년대 초부터 2000년대 초까지 일부 데오반드 추종자는 사우디아라비아로부터 많은 자금을 지원받았다. 파키스탄 정부는 (카슈미르에서) 소련과 인도와 싸우기 위해 일부러 데오반드파에 전투성을 배양했다. 공급된 돈과 총은 후에 시민 갈등을 부채질했다. 최근에는 국방주택청과 같은 파키스탄의 시설들이 공공주택단지 내 이슬람 사원의 다른 종파 이맘을 임명하는 것을 선호한다는 비난을 받고 있다.
데오반드 운동의 추종자들은 매우 다양하다. 어떤 이들은 비폭력을 옹호하지만 파키스탄 탈레반(TTP)을 비롯하여 TTP, SSP, 라슈카레 타이바 등 데오반드 무장세력은 전투적이다. 라호르의 다르바르, 카라치의 압둘라 샤 가지 묘, 발루치스탄의 칼 마가시, 페샤와르의 라만 바바 묘 등 바렐비 운동의 수니파 무슬림에게 거룩한 수피 유적지를 공격해 파괴했다. 다양한 바렐비 지도자들의 살해도 데오반드 무장세력에 의해 저질러졌다. 일부 데오반드 지도자들은 반시야 및 무장단체와도 유대관계를 맺고 있으며, 무장단체를 모집하고 있다; 다른 디반디 지도자들은 그러한 활동이 파키스탄 정치를 그들의 종교에 침입하는 것과 같은 것을 분개한다. 다르울울룸 데오반드는 탈레반의 시민적 행동을 일관되게 지지해 왔으나 2000년대 이슬람 테러리즘을 거듭 규탄하며 2008년 이에 대한 파트와를 내놓았다.